# Geotrygon versicolor
La paloma perdiz jamaicana o paloma perdiz jamaiquina (Geotrygon versicolor) es una especie de ave columbiforme de la familia Columbidae endémica de Jamaica. No se conocen subespecies.